# Tereza Černochová
Tereza Černochová (* 13. července 1983 Praha) je česká zpěvačka, dcera rokenrolového a bigbeatového zpěváka Karla Černocha, a polorodá sestra pilota a politika Marka Černocha.
V říjnu 2000 se při natáčení pro TV Nova poprvé potkala s Helenou Zeťovou a Terezou Kerndlovou, od dubna 2001 vytvořily dívčí skupinu Black Milk, jejíž první album Modrej dým vyšlo v červnu 2002. V témže roce získaly Českého slavíka v kategorii Objev roku. V roce 2003 vydala kapela album Sedmkrát. Roku 2004 začaly v kapele rozpory a na jaře roku 2005 se zpěvačky rozhodly spolupráci ukončit.
V roce 2007 vydala s producentem Romanem Holým debutové album Small Monstrosities.
Roku 2010 absolvovala magisterský obor reprodukční biotechnologie na Fakultě agrobiologie, potravinových a přírodních zdrojů České zemědělské univerzity (titul Ing.).
V roce 2021 se účastnila soutěže StarDance …když hvězdy tančí, konkrétně jedenácté řady. Jejím tanečním partnerem byl Dominik Vodička. Pár vypadl v osmém dílu a umístil se na čtvrtém místě.

## Diskografie
- Small Monstrosities (2007)
- Škrábnutí (2015)
- Slečna náročná (2023)